# Marcus Aurelius Fulvus Antoninus
Marcus Aurelius Fulvus Antoninus (gestorben vor 139) war ein Sohn des Titus Aurelius Fulvus Boionius Arrius Antoninus, des späteren Kaisers Antoninus Pius, und Faustinas der Älteren.
Über das Leben des Marcus Aurelius Fulvus Antoninus ist nur wenig bekannt. Er war eines von vier Kindern seiner Eltern, hatte einen Bruder namens Marcus Galerius Aurelius Antoninus und zwei Schwestern: Aurelia Fadilla, Ehefrau des Lucius Lamia Silvanus, und Annia Galeria Faustina, als Ehefrau Mark Aurels später Kaiserin und Augusta des Römischen Reichs. Bekannt ist sein Name lediglich dank seiner Grabinschrift, die am 139 von Antoninus Pius fertiggestellten und in dessen Namen geweihten Hadriansmausoleum angebracht war:
M(arcus) Aurelius Fulvus / Antoninus / filius Imp(eratoris) Caesaris T(iti) Aelii / Hadriani Antonini Aug(usti) Pii p(atris) p(atriae)
Hierhin waren Antoninus und sein ebenfalls früh verstorbener Bruder Galerius Antoninus nach der Fertigstellung des später auch Antoninorum sepulcrum („Grab der Antoninen“) genannten Grabbaus überführt worden.
Ob Antoninus nach seinem Tod divinisiert wurde, ist unsicher. Aus Thessaloniki sind 19 Inschriften bekannt, die erstmals für das Jahr 206/207 und letztmalig für das Jahr 269 den Kult für einen θεός Φοῦλβος theós Fúlvos und θεός Αὐρήλιος Φοῦλβος theós Aurḗlios Fúlvos, das heißt einen divus Fulvus belegen. Ob der Empfänger dieses erweiterten Kaiserkultes mit dem im Jahr 165 verstorbenen Sohn Mark Aurels, Titus Aurelius Fulvus Antoninus, oder dem Sohn Antoninus Pius’ zu verbinden ist, ist Gegenstand der Diskussion.